# ڳ
ڳ حرف من الحروف الإضافية في الأبجدية العربية. يضاف هذا الحرف إلى الأبجدية العربية لترجمة بعض الأحرف الأجنبية ترجمة صوتية. يمثلُ هذا الحرفُ نوعا من حرف "G" في اللغة السندية.

## الكتابة
| الموقع من الكلمة: | معزول | بدائي | وسطي | نهائي |
| ----------------- | ----- | ----- | ---- | ----- |
| شكل الحرف:        | ڳ     | ڳـ    | ـڳـ  | ـڳ    |